# Luka erozyjna
Luka erozyjna (niezgodność erozyjna) - brak pewnych osadów na danym obszarze lub w większej grupie osadów spowodowany usunięciem ich przez erozję już po złożeniu, ale przed osadzeniem następnego ogniwa lub okresową przerwą w osadzaniu. 